# Фрегета новозеландська
Фрегета новозеландська (Fregetta maoriana) — вид морських буревісникоподібних птахів родини качуркових (Hydrobatidae).

## Поширення та історія досліджень
Вид поширений на півдні Тихого океану. Описаний у 1912 році на основі трьох зразків, що були зібрані у 19 столітті. Два зразки зібрані у 1827 році з східного узбережжя Північного острова Нової Зеландії, і один невідомого походження, але ймовірно походив з півострова Бенкс на Південному острові (зібраний 1895 року).
Вид вважався вимерлим, оскільки тривалий час не спостерігався. У січні 2003 року біля островів Меркьюрі (Північний острів) фотографували одного птаха цього виду. У листопаді того ж року спостерігали зграю з понад десятка птахів на північ від острівця Літл-Барр'єр. Від тоді у затоці Хауракі щоліта спостерігається зграя з 10-20 птахів цього виду. У лютому 2013 року на острові Літл-Барр'єр вперше знайдено гніздо, а в лютому 2014 яйце.
Взимку птахів спостерігали біля східного узбережжя Австралії.

### Чисельність
Декілька разів у морі спостерігали невеликі зграйки птахів. Так у 2003 бачили зграю з 10-20 птахів, у 2005 — з 11 птахів, у 2013 — до 30 птахів. Вважається, що загальна чисельність популяції виду не перевищує 50 птахів.

## Опис
Птах завдовжки 17 см. Голова, шия і верхня частина тіла чорно-коричневі. Надхвістя біле. Груди чорно-коричневі, черевце біле з чорнуватими поздовжніми смугами. Білі боки. Дзьоб, очі, ноги і стопи чорні.